# Petrodive
Petrodive est une entreprise de plongée francaise qui fournit à l’industrie pétrolière et gazière maritime et internationale des services subaquatiques.

## Histoire
En 2009, devient le propriétaire de TPSMI Group.
En 2013, En plus de maintenir les bureaux d’origine au Gabon et au Congo, TPSMI ouvre son siège social à Dubaï,,.
En 2018, TPSMI a commencé ses activités à Trinité-et-Tobago, élargissant ainsi son marché en Amérique du Sud,.
En 2019, le groupe TPSMI a été rebaptisé Petrodive,.  
En 2023, la société Petrodive International a été créée.   
En 2024, Petrodive a conclu un partenariat avec Seatech pour optimiser les opérations de plongée commerciale à Sabah, en Malaisie. Cet accord vise à renforcer leur collaboration dans le secteur de l'énergie offshore, notamment le pétrole et le gaz, en établissant un cadre consultatif pour les opérations sous-marines.   
En 2025, Petrodive a lancé ses premières campagnes de plongée en saturation en Afrique centrale.   